# Edificio CCM
El edificio CCM es una construcción moderna del siglo XX situada en la ciudad española de Albacete.

## Historia
El origen de la actual edificación se sitúa en 1920, cuando fue construido un edificio de viviendas proyectado por el arquitecto Ramón Casas Massó en la entonces denominada plaza de Canalejas de la capital albaceteña por encargo de Juan Antonio Ciller Guijarro.
En 1995 fue construida sobre el anterior edificio, manteniendo la fachada, la sede central de Caja Castilla-La Mancha en Albacete, obra de los arquitectos Antonio Escario Martínez y Francisco Candel Jiménez.

## Características
El edificio, administrativo y cultural, tiene una superficie de 12.800 m². Está situado en el cuadrante noreste de la plaza de Gabriel Lodares.
La fachada posee un estilo neoclásico de corte ilustrado. Elementos destacados son la balaustrada, con pedestales y florones, de coronación sobre la cornisa y el medallón central.
En la actualidad alberga la sede central de Liberbank en Albacete.